# Dolcinópolis
Dolcinópolis là một đô thị ở bang São Paulo của Brasil.

## Địa lý
Đô thị này nằm ở vĩ độ 20º07'23" độ vĩ nam và kinh độ 50º30'48" độ vĩ tây, trên khu vực có độ cao 463 m. Dân số năm 2004 ước tính là 2.182 người.
Đô thị này có diện tích 78 km².

## Thông tin nhân khẩu
Dữ liệu điều tra - 2000
Tổng dân số: 2.152
- Dân số thành thị: 1.810
- Dân số nông thôn: 342
- Nam giới: 1.121
- Nữ giới: 1.031

Mật độ dân số (người/km²): 27,52
Tỷ lệ tử vong trẻ sơ sinh dưới 1 tuổi (trên một triệu người): 14,03
Tuổi thọ bình quân (tuổi): 72,23
Tỷ lệ sinh (số trẻ trên mỗi bà mẹ): 2,10
Tỷ lệ biết đọc biết viết: 81,90%
Chỉ số phát triển con người (HDI-M): 0,760
- Chỉ số phát triển con người - Thu nhập: 0,665
- Chỉ số phát triển con người - Tuổi thọ: 0,787
- Chỉ số phát triển con người - Giáo dục: 0,827

(Nguồn: IPEADATA)

### Sông ngòi
- Ribeirão Santa Rita

### Các xa lộ
- SP-557
- SP-463